# Auterive (Tarn-et-Garonne)
Auterive település Franciaországban, Tarn-et-Garonne megyében. Lakosainak száma 65 fő (2022. január 1.). Auterive Beaumont-de-Lomagne, Faudoas és Gimat községekkel határos.

## Népesség
A település népessége az elmúlt években az alábbi módon változott:
| Lakosok száma | 64   | 73   | 80   | 79   | 82   | 84   | 78   | 71   | 65   |
|               | 2013 | 2015 | 2016 | 2017 | 2018 | 2019 | 2020 | 2021 | 2022 |